# 世界公民 (戈德史密斯作品)
世界公民：旅居伦敦的中国哲学家至他东方友人的信（英語：The Citizen of the World, or Letters from a Chinese Philosopher, Residing in London, to His Friends in the East）是爱尔兰作家奥利弗·戈德史密斯的一部虚构书信集，出版始于1760年。信中，作者以一个中国人的视角对英格兰进行了讽刺。该书受到了法国孟德斯鸠《波斯人信札》的启发。